# Iago Bouzón Amoedo
Iago Bouzón Amoedo (nascut el 16 de juny de 1983 a Redondela, Galícia) és un exfutbolista professional gallec que jugava de defensa.